# Internationale Luchthaven Toussaint Louverture
De Internationale Luchthaven Toussaint Louverture (Frans: Aéroport International Toussaint Louverture) is de belangrijkste luchthaven van Haïti, gelegen ten noorden van de hoofdstad Port-au-Prince. Hij wordt gebruikt voor de meeste buitenlandse bestemmingen, en is een knooppunt voor het binnenlandse luchtverkeer. De luchthaven is genoemd naar de onafhankelijkheidsstrijder Toussaint Louverture.

## Geschiedenis
De bouw van de luchthaven begon in 1961, met hulp van fondsen van de overheid van de Verenigde Staten. In 1965 is hij officieel geopend onder de naam "Internationale Luchthaven François Duvalier", genoemd naar de dictator François Duvalier. Nadat diens zoon Jean-Claude Duvalier in 1986 aftrad, kreeg het de naam "Port-au-Prince International".
Tot 1979 is het geadministreerd door PanAm. Daarna een korte periode door American Airlines, waarna het overging in handen van het pas opgerichte Autorité Aeroportuaire Nationale.
In 2003 kreeg de luchthaven de huidige naam. In 2005 ontving het 691.926 passagiers.

## Infrastructuur
Op de baan van 3042 meter lang en 42,75 meter breed kan juist een Boeing 747 landen. Er zijn 9 gates. De luchthaven heeft instrumenten die het mogelijk maken om 's nachts vliegtuigen te ontvangen.

## Luchtvaartmaatschappijen en bestemmingen
Personen
- Aero Caribbean - Santiago de Cuba
- Air Antilles Express - Santo Domingo-La Isabela (vanaf 16 mei)
- Air Canada - Montréal-Trudeau
- Air Caraïbes - Cayenne, Fort-de-France, Paris-Orly, Pointe-à-Pitre, Santo Domingo, St Maarten
- Air France - Miami, Pointe-à-Pitre
- Air Transat - Montréal-Trudeau
- Air Turks and Caicos - Providenciales
- Aerolíneas Mas - Santiago de los Caballeros, Santo Domingo-La Isabela
- American Airlines - Fort Lauderdale, Miami, New York-JFK
- American Eagle - Santo Domingo
- Caribintair - Nassau, Santiago de los Caballeros, Jacmel, Jérémie, Les Cayes
- Continental Airlines - Newark (vanaf 9 juni)
- Copa Airlines - Panama City
- Delta Air Lines - New York-JFK
- Insel Air - Curaçao, Miami, St Maarten
- Jamaica Air Shuttle - Kingston
- PAWA Dominicana - Santo Domingo (seizoensgebonden)
- Salsa d'Haiti - Cap-Haiten
- Spirit Airlines - Fort Lauderdale
- Sunwing Airlines - Montreal-Trudeau
- Sunrise Airways - Cap-Haiten, Jacmel, Jérémie, Kingston, Las Cayes, Port-de-Paix, Santo Domingo
- Tortug' Air - Jacmel, Jérémie, Les Cayes, Port-de-Paix

Vracht
- ABX Air: Miami
- Amerijet: Miami, Santiago, Santo Domingo
- Arrow Air: Miami, San Juan